# Microrregión de Caratinga
La microrregión de Caratinga es una de las microrregiones del estado brasileño de Minas Gerais perteneciente a la Mesorregión del Valle del Río Doce. Es formada por veinte municipios.

## Municipios
- Bom Jesus del Galho,
- Bugre,
- Caratinga,
- Río Nuevo,
- Don Cavati,
- Entre Hojas,
- Iapu,
- Imbé de Minas,
- Inhapim,
- Ipaba,
- Piedad de Caratinga,
- Pingo-d'Água,
- Santa Bárbara del Este,
- Santa Rita de Minas,
- São Domingos de las Dores,
- São João del Oriente,
- São Sebastião del Anta,
- Tarumirim,
- Ubaporanga,
- Vargem Alegre.

- Datos: Q1960100